# Sabiullah Anwar

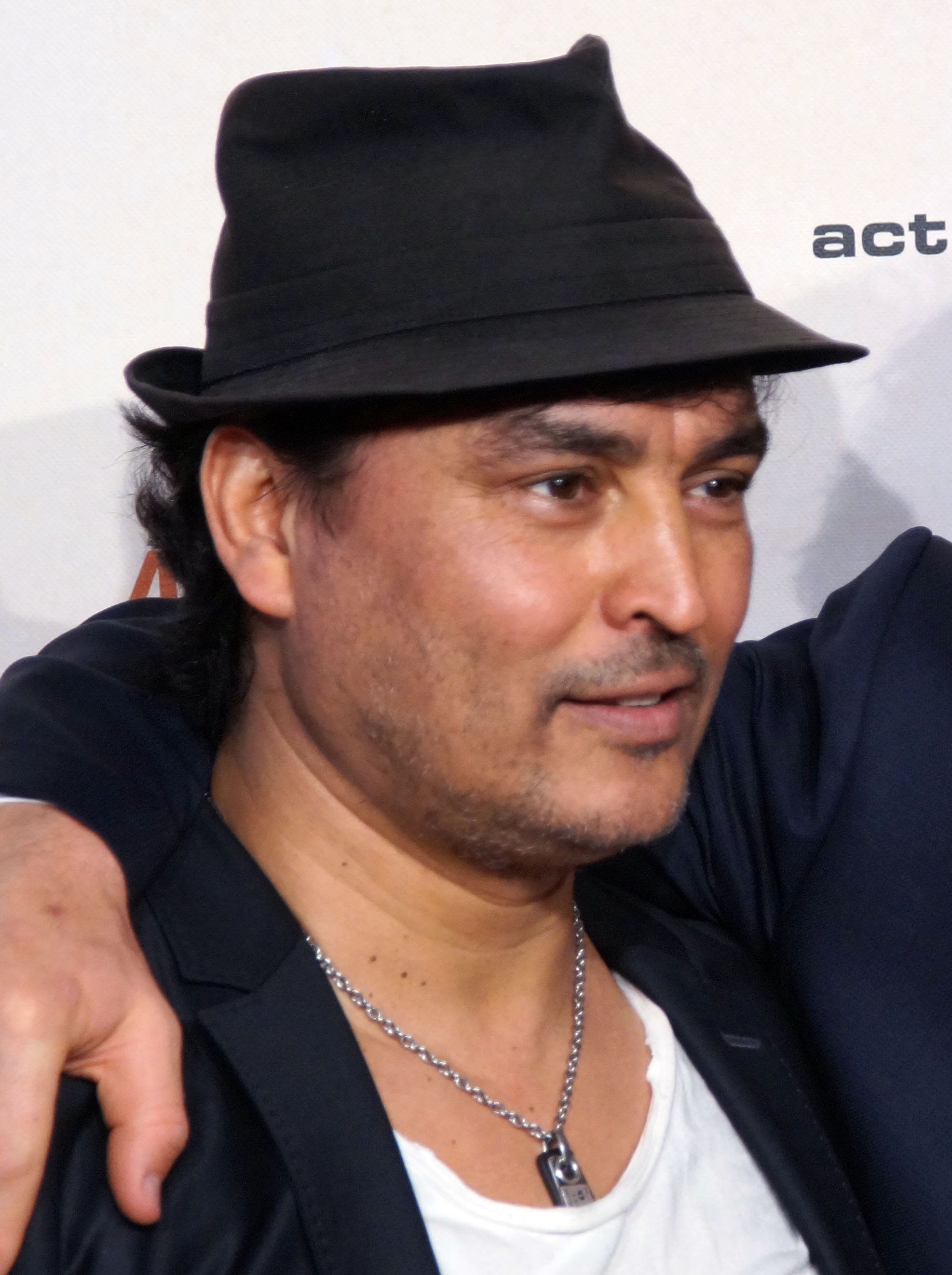
Sabiullah Anwar, 2016

Sabiullah Anwar (* 1972 in Kabul, Afghanistan) ist ein deutscher Schauspieler.

## Leben
Sabiullah Anwar besuchte von 1988 bis 1991 die Fakultät der Schönen Künste der Universität Kabul, wo er Schauspiel und Persische Musik studierte. 1991 kam er nach Deutschland und absolvierte von 1995 bis 1997 an der Westdeutschen Akademie für Kommunikation in Köln ein Aufbaustudium im Bereich „Kommunikation der Werbung“.
Erste Bühnenerfahrungen machte er beim Jungen Theater Bonn, wo er 1996 den Tybalt in Romeo und Julia spielte. Seit 1997 tritt er regelmäßig an verschiedenen freien und privaten Theaterbühnen im Rhein-Main-Gebiet auf, u. a. an den Freien Kammerspiele Köln, am Severins-Burg-Theater, am Euro Theater Central Bonn und beim inklusiven „Theater Apropos“ in Köln. Seit 1997 gehört er zum Ensemble des Kölner Kinder- und Jugendtheater „Horizont Theater“, wo er u. a. mehrere Hauptrollen in der Antigone von Sophokles spielte.
2003 gastierte er am Opernhaus Wuppertal. 2006 trat er in einer Produktion der Landesbühne Rheinland-Pfalz im Schlosstheater Neuwied als Tatar in Nachtasyl von Maxim Gorki auf.
Anwar wirkte neben seiner Theaterarbeit auch in mehreren deutschen TV-Produktionen mit, wo er meist in exotisch-orientalischen Rollen oder als „Bösewicht“ besetzt wurde. In der 15. Staffel der ZDF-Serie Notruf Hafenkante (2020) übernahm er eine der Episodenhauptrollen als tatverdächtiger tschetschenischer Clan-Chef Achmat Sherzov. In der 8-teiligen internationalen Fernsehserie Das Netz – Spiel am Abgrund (2022) war er in einer wiederkehrenden Serienrolle, in der er Mohan Birla, den indischen Delegierten bei der World Football Association (WFA), verkörperte, zu sehen.
Mehrfach arbeitete er auch als Sprecher für den WDR. Sabiullah Anwar lebt in Köln.

## Filmografie (Auswahl)
- 2005: SOKO Köln: Liebesgrüße aus Bombay (Fernsehserie, eine Folge)
- 2008: Das Traumschiff: Kilimandscharo, Malediven, Indien (Fernsehreihe)
- 2012: Verbotene Liebe (Fernsehserie, drei Folgen)
- 2016: Alarm für Cobra 11 – Die Autobahnpolizei: Tricks (Fernsehserie, eine Folge)
- 2018: Der Lehrer: Wieso strahlst du wie’n Einhorn auf Heimaturlaub?  (Fernsehserie, eine Folge)
- 2018: Der Wunschzettel (Fernsehfilm)
- 2020: Notruf Hafenkante: Clangirl (Fernsehserie, eine Folge)
- 2022: Das Netz – Spiel am Abgrund (Fernsehserie, Folgen 2–5)